# Chanin Building
El Chanin Building ( /tʃæˈnɪn/ CHAN -in), también conocido como 122 East 42nd Street, es un rascacielos de oficinas de 56 pisos en Midtown Manhattan en la ciudad de Nueva York (Estados Unidos). Está en la esquina suroeste de 42nd Street y Lexington Avenue, cerca de Grand Central Terminal al norte y adyacente a 110 East 42nd Street al oeste. El edificio lleva el nombre de Irwin S. Chanin, su desarrollador.
La estructura fue diseñada en estilo art déco por John Sloan y T. Markoe Robertson de la firma Sloan & Robertson, con la ayuda del arquitecto de Chanin, Jacques Delamarre. Incorpora escultura arquitectónica de Rene Paul Chambellan, así como una fachada de ladrillo y terracota. El rascacielos alcanza los 207 m, con un techo de 197,8 m rematado por una aguja de 9,4 m. El Chanin Building incluye numerosos retranqueos para cumplir con la Ley de Zonificación de 1916.
El Chanin Building se construyó entre 1927 y 1929 en el sitio de un almacén, uno de los últimos sitios sin desarrollar que quedan alrededor de Grand Central Terminal. Al abrir, el edificio estaba alquilado casi por completo y era el tercer edificio más alto de la ciudad de Nueva York. A lo largo de los años, los pisos superiores han albergado una sala de cine, una plataforma de observación y una estación de transmisión de radio, mientras que los pisos inferiores se utilizaron como oficinas y una terminal de autobuses. Fue designado un hito de la ciudad de Nueva York en 1978 y se agregó al Registro Nacional de Lugares Históricos en 1980.

## Sitio
El edificio está en 122 East 42nd Street en los barrios Midtown y Murray Hill de Manhattan en la ciudad de Nueva York. Está delimitado por Lexington Avenue al este, 42nd Street al norte y 41st Street al sur. El lote mide 38 m a lo largo de la calle 42, 53,3 m a lo largo de la calle 41, y 60,2 m a lo largo de la Avenida Lexington. Es parte del área de Terminal City alrededor de Grand Central Terminal ; directamente al oeste se encuentran 110 East 42nd Street y el Pershing Square Building. El hotel Grand Hyatt New York está ubicado al otro lado de la calle 42, mientras que el Socony-Mobil Building está ubicado al otro lado de la avenida Lexington y el edificio Chrysler está en diagonal a través de ambas calles.

## Diseño
El Chanin Building fue diseñado por Sloan & Robertson en estilo art déco. Aunque el exterior contiene un diseño relativamente discreto, el interior contiene abundantes adornos. El diseño del edificio tomó varios elementos del Diseño de la Tribune Tower de Eliel Saarinen. El Chanin Building mide 197,8 m de altura hasta el techo, o 207,3 m de altura incluyendo su chapitel. La concentración del Chanin Building influyó en la de otros rascacielos de la ciudad de Nueva York, incluidos el Wall and Hanover Building, 444 Madison Avenue y 22 East 40th Street.

### Forma
El Chanin Building emplea una serie de retranqueos que terminan en un pináculo "vigoroso y dentado". Debido a los diferentes anchos de las calles circundantes, se ordenaron tres grupos separados de retranqueos para cada lado según la Ley de Zonificación de 1916, con el resultado de que el Chanin Building fue "diseñado [ed] en masas y no en fachadas". Los cuatro pisos más bajos ocupan todo el lote del edificio, mientras que hay una recesión en el medio de la fachada este desde el quinto al piso 17. Los pisos posteriores forman una "pirámide" irregular, con retranqueos por encima de los pisos 17, 30 y 52.

### Fachada

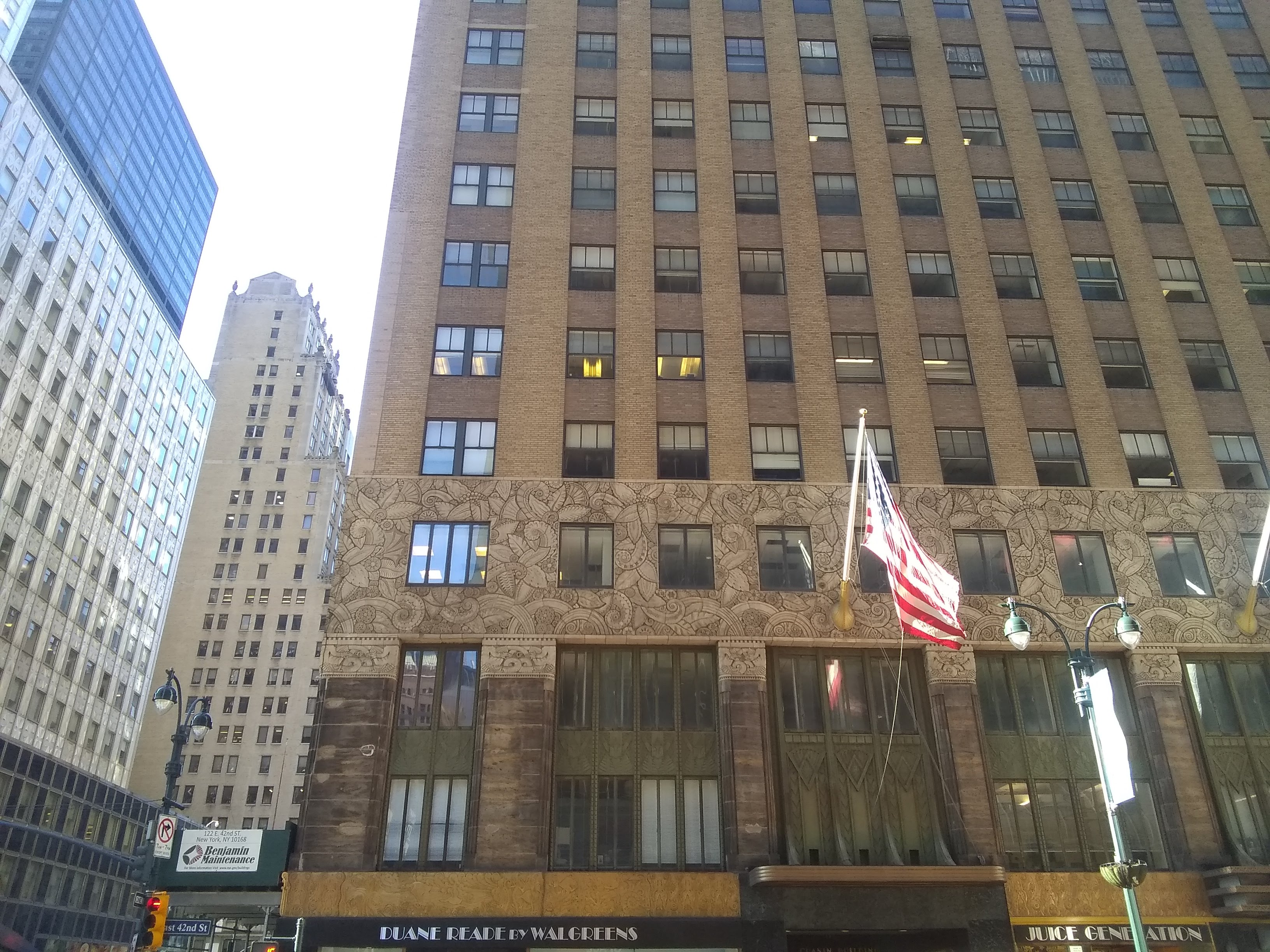
Sección inferior de la fachada, vista desde el otro lado de la calle 42; el edificio Socony-Mobil es visible a la izquierda

El Chanin Building está revestido con ladrillo beige, piedra caliza y terracota, así como con adornos de bronce, mármol y vidrio coloreado de diseño personalizado. La base del edificio tiene mármol belga negro alrededor de las ventanas de la tienda, cada una de las cuales está hecha de vidrio plano. Directamente arriba, un friso de bronce representa escenas de la evolución, que van desde organismos simples hasta animales y plantas más complejos. Un segundo friso de terracota recorre toda la longitud de la fachada inferior y presenta una espectacular colección de zigzags angulares y hojas curvas. Un bajorrelieve de Edward Trumbull, diseñado en estilo art déco, envuelve la fachada.
La fachada continúa hacia arriba en tonos relativamente simples. El segundo y tercer piso incluyen grupos de ventanas de triple panel con marcos de bronce, con paneles de antepecho art déco de bronce entre los pisos. Cada grupo está separado por pilares verticales hechos de piedra caliza, rematados por elaborados capiteles. El cuarto piso se enfrenta a paneles de terracota ornamentados que representan plantas, evocando las formas estilizadas comunes en el estilo art déco. Hay contrafuertes en los pisos quinto y sexto de la sección empotrada de la fachada de Lexington Avenue, y en las esquinas de los pisos 30 al 49. La corona, sobre las oficinas del piso 52 de Chanin Company, contiene ornamentación saliente con patrones abstractos, con contrafuertes fuera del piso 53.
Originalmente, 212 velas artificiales en la parte superior del Chanin Building proporcionaban el equivalente a 30 millones de velas. Estas luces, destinadas a resaltar los detalles del edificio, eran características del estilo art déco, y en noches despejadas, se podían ver desde más de 64,4 km de distancia. Se habían atenuado a finales del siglo XX.

### Características
El diseño interior fue principalmente obra de Rene Paul Chambellan y Jacques Delamarre. El primero se especializó en escultura arquitectónica en numerosos estilos, como el estilo art déco, mientras que el segundo trabajó para la Compañía Chanin.

#### Vestíbulo
Se accede al vestíbulo por pasillos desde las calles 42 y 41, con una entrada lateral desde Lexington Avenue. El vestíbulo está decorado en un estilo "modernista" inspirado en "La Ciudad de la Oportunidad". Ocho relieves de bronce diseñados por Chambellan se posan sobre rejillas de radiador de bronce ornamentadas. Las rejillas representan cuatro categorías de vida física y mental. La ornamentación de bronce continúa en las ondas en el piso, los buzones y las puertas de los ascensores, extendiendo el estilo art déco general desde el exterior hacia el interior. El vestíbulo también contiene otra ornamentación, como pisos de terrazo con incrustaciones de bronce, así como paredes de mármol tostado.
Las escaleras de mármol conducen al sótano donde hay conexiones con Grand Central Terminal y la estación Grand Central–42nd Street del metro de Nueva York. También en el interior hay 21 ascensores de pasajeros de alta velocidad, divididos en tres bancos de ascensores, así como un ascensor de servicio. Cuando se inauguró el edificio, el primer piso, el entrepiso y el segundo piso fueron utilizados por bancos y otras empresas comerciales.
El vestíbulo sirvió originalmente como una terminal de autobuses "palaciega" operada por el Ferrocarril de Baltimore y Ohio. La terminal estaba equipada con superficies de mármol y también contenía salas de espera y taquillas. Los autobuses se detenían en una plataforma giratoria dentro de la terminal, que recibía a los pasajeros que subían por un lado y depositaba a los pasajeros que bajaban por el otro. La terminal de autocares cerró después de que el ferrocarril suspendiera todo el servicio de pasajeros al norte de Baltimore en 1958.

#### Pisos superiores

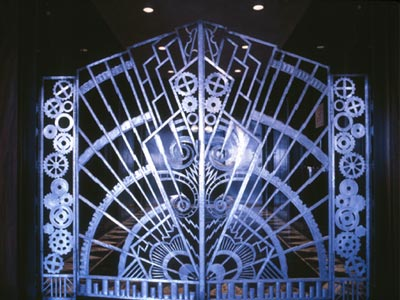
Diseñadas por Rene Paul Chambellan, estas puertas conducían a las oficinas privadas de Irwin S. Chanin.

Los pisos tercero a 48 consisten casi en su totalidad en espacio de oficinas alquilable, mientras que los pisos 49 y 50 contienen la sala de juntas y las oficinas de los hermanos Chanin. Cuando se completó originalmente, el piso 50 también tenía una pequeña sala de cine (conocida como el Auditorio Chanin), que luego se convirtió en las oficinas de la Organización Chanin. Los pisos de arriba fueron originalmente las oficinas de la Organización Chanin, con un baño art déco al que los jueces de una convención comercial de construcción se refirieron como "el mejor baño de Estados Unidos". Se accedía a las oficinas del piso 52 de Irwin Chanin a través de un conjunto de puertas de bronce diseñadas por Chambellan, mientras que las rejillas vectoriales de bronce estaban situadas dentro de la oficina.
Como punto de referencia dominante en el horizonte del centro de la ciudad desde su apertura, el edificio tenía una plataforma de observación al aire libre en el piso 54. Fue uno de los tres observatorios al aire libre en la ciudad después de la Segunda Guerra Mundial, los otros estaban en 30 Rockefeller Plaza y en el Empire State Building, aunque había varias otras plataformas de observación en la ciudad antes de la guerra. El Edificio Chanin solo cobraba 25 centavos de entrada, ya que no era tan conocido como los otros dos edificios con observatorios al aire libre. A lo largo de los años, varias personas se han suicidado saltando desde la plataforma de observación del piso 54. En años posteriores, otros edificios cercanos superaron en altura al Chanin Building (incluido el edificio Chrysler, en diagonal a través de Lexington Avenue y 42nd Street), por lo que la plataforma de observación se cerró a mediados del siglo XX.

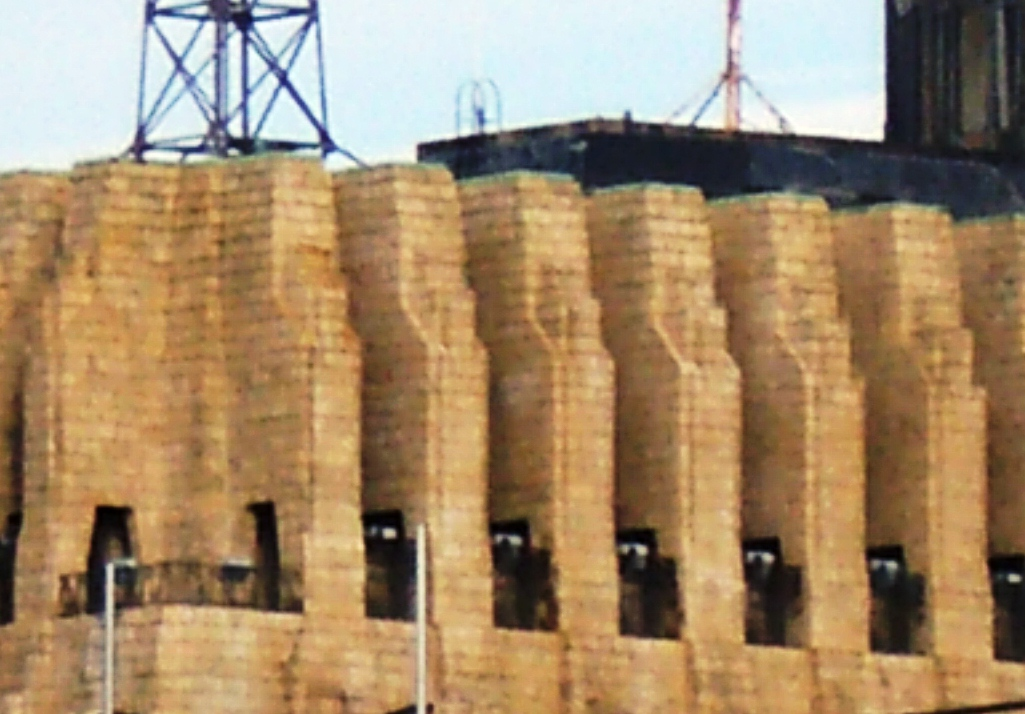
Primer plano de las troneras en la parte superior almenada del Chanin Building

La parte superior del edificio se utilizó como sitio de transmisión de WQXR-FM a partir del 15 de diciembre de 1941, cuando se trasladó desde Long Island City en Queens. En 1965, el transmisor se trasladó al Empire State Building.

## Historia
La finalización de la Grand Central Terminal subterránea en 1913 dio como resultado el rápido desarrollo de Terminal City, el área alrededor de Grand Central, así como el correspondiente aumento en los precios inmobiliarios. Entre estos se encontraban el Edificio Central de Nueva York en 47th Street y Park Avenue, así como el Grand Central Palace frente a 42nd Street desde el actual Chanin Building. Para 1920, el área se había convertido en lo que The New York Times llamó "un gran centro cívico". Un sitio que aún no se había remodelado era el almacén de almacenamiento de Manhattan, que se construyó en 1882 y todavía ocupaba el sitio del Chanin Building.
Irwin Chanin fue un arquitecto y promotor inmobiliario estadounidense que diseñó varias torres art déco y teatros de Broadway. Él y su hermano Henry I. Chanin diseñaron sus primeros edificios en Manhattan en 1924 y luego construyeron y operaron varios teatros y otras estructuras relacionadas con la industria del entretenimiento, incluido el Teatro Roxy y el Hotel Lincoln. Chanin creía que el área alrededor de Grand Central Terminal tenía potencial de crecimiento debido a la construcción de hoteles y edificios de apartamentos en Tudor City, Sutton Place y Lexington y Park Avenues.

### Desarrollo
El primer plan para un rascacielos en el sitio del Chanin Building se hizo en 1925, cuando un desarrollador propuso un rascacielos de 35 pisos. Los Chanin se hicieron cargo de un contrato de arrendamiento existente de 105 años para el terreno debajo del almacén de almacenamiento de Manhattan en agosto de 1926. Los hermanos Chanin imaginaron inicialmente una voluminosa torre cuadrada de 45 pisos diseñada por Rouse & Goldstone.
Los hermanos todavía tenían la reputación de estar involucrados principalmente en la industria del teatro. Según un autor, cuando los Chanin comenzaron a limpiar el sitio en 1927, muchos miembros del público en general no podían decir "si los Chanin eran constructores o [...] propietarios de teatros que se habían dedicado a la construcción como actividad secundaria". El almacén en sí era difícil de limpiar, ya que sus 1,5 m las paredes habían sido diseñadas para proteger contra "robo, incendio y asalto". El proceso consistió en retirar 7.500 camiones cargados de ladrillos, 1.000 de chatarra y 3.500 de tierra suelta. Los planos oficiales para el Edificio Chanin se presentaron ante el Departamento de Edificios de la Ciudad de Nueva York en junio de 1927, momento en el cual 60 por ciento del almacén había sido demolido. Sloan & Robertson, arquitectos del edificio cercano Graybar, el edificio Pershing Square y 110 East 42nd Street, fueron contratados para diseñar el Chanin Building.
Una vez que se colocaron los cimientos, las primeras columnas de acero se instalaron en enero de 1928, con Irwin S. Chanin clavando el primer remache. La estructura de acero pesaba unas 13,4 LT y estaba unida por 1,5 millones de remaches y 160.000 pernos. Las multitudes se detenían con frecuencia para observar el proceso de construcción. La construcción del marco no estuvo exenta de problemas: en un incidente, la pluma de una grúa de construcción cayó desde el piso 20, casi partiendo un camión por la mitad, aunque nadie resultó herido o muerto. La estructura de acero se completó en junio y, como era tradición en ese momento, dos remaches de oro para el Chanin Building se clavaron en el marco el 2 de julio para conmemorar este evento. El edificio celebró su ceremonia de coronación en agosto de 1928.

### Uso

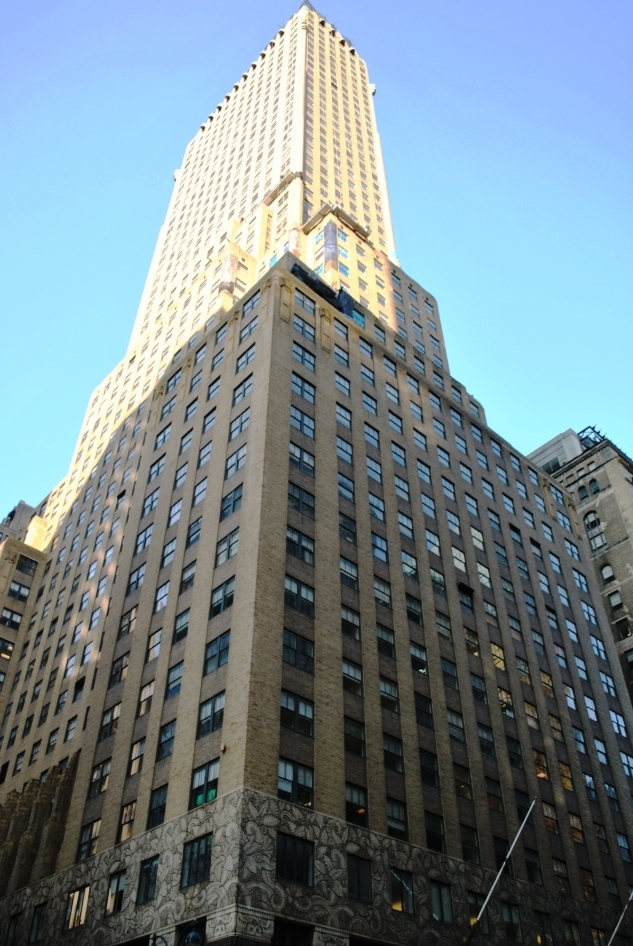
Visto desde el lado del edificio Chrysler, en la esquina opuesta de Lexington Avenue y 42nd Street

La estructura se declaró completa el 23 de enero de 1929, exactamente un año después de que se clavara el primer remache en el edificio. Abrió el 29 de enero a un costo estimado de $12-14 millones, con una inauguración informal a la que asistió el alcalde Jimmy Walker. El Chanin Building se convirtió así en el primer rascacielos importante de Terminal City y el tercer edificio más alto de la ciudad de Nueva York detrás del edificio Woolworth y la torre Metropolitan Life Insurance Company. El Chanin Building tenía más pisos que el Woolworth, a pesar de tener 34,1 m más corto. Aunque el Chanin Building fue posteriormente superado en altura por otros edificios, incluido el adyacente 319 m Edificio Chrysler que abrió un año después, Irwin Chanin se centró en cambio en atraer inquilinos con una instalación "eficiente y actualizada".
En el momento de la apertura, el Chanin Building se alquiló casi por completo. Los constructores proyectaron que para el 1 de septiembre de 1929, el edificio tendría 70 por ciento alquilado, aunque la tasa de ocupación real a esa fecha era del 92%. Además, en 1930, The New York Times informó que 95 por ciento de la estructura de 6596,1 dm²  fue ocupado por 9.000 trabajadores. Inicialmente, el espacio del vestíbulo estaba ocupado por la terminal de autobuses, las taquillas y las salas de espera del Ferrocarril de Baltimore y Ohio. El espacio de oficinas incluía inquilinos como la empresa papelera Kimberly-Clark, Pan American Petroleum and Transport Company, y Fairchild Aircraft, mientras que la empresa Chanin ocupó todo el espacio por encima del piso 50. Además, el Sterling National Bank ocupó gran parte del espacio del entrepiso en el lado de Lexington Avenue, y se abrió un restaurante de autoservicio y servicio de mesa en el sótano. A través de la Gran Depresión, el arrendamiento procedió activamente.
Los propietarios del edificio presentaron una solicitud para reorganizar las operaciones de Lexington Avenue y 42nd Street Corporation, que operaba el Chanin Building, en 1947. En los años siguientes, el Chanin Building continuó atrayendo inquilinos como Guest Keen y Nettlefolds, un restaurante de Howard Johnson, y la sede de la campaña presidencial de Barry Goldwater en 1964 en el estado de Nueva York. Además, el edificio fue sede de los Campeonatos de Ajedrez de Estados Unidos. A pesar de este éxito, el Chanin Building enfrentó algunos problemas: sus propietarios, junto con los de Nelson Tower y Century Apartments, fueron acusados de fraude fiscal inmobiliario en 1974. Se estimó que los propietarios del Chanin Building habían evadido $ 138,549 en impuestos inmobiliarios.
El Chanin Building fue designado un hito de la ciudad por la Comisión de Preservación de Monumentos Históricos de la Ciudad de Nueva York en 1978, y se agregó al Registro Nacional de Lugares Históricos en 1980. En la década de 1990, el edificio era propiedad de un sindicato encabezado por Stanley Stahl. Los inquilinos modernos incluyen el Apple Bank for Savings, del cual Stahl era el único accionista, así como el Comité Internacional de Rescate, que se había mudado al edificio en 1994.

## Recepción de la crítica
Poco después de la finalización del edificio, el crítico de arquitectura Matlack Price escribió en un artículo del Architectural Forum que el edificio era "una espléndida contribución a la arquitectura de todos los tiempos" y que "los arquitectos no han comprometido aquí una buena visión ni con grandes errores de escala". o con trivialidades menores". Un folleto promocional, con obras de arte de Hugh Ferriss, describió el Chanin Building como la "puesta en escena del drama romántico de los negocios estadounidenses". Paul Goldberger de The New York Times dijo que el Chanin Building era "una de las piezas preeminentes del art déco estadounidense: una losa de 56 pisos elegantemente ornamentada". La quinta edición de la Guía AIA de la ciudad de Nueva York, publicada en 2010, caracterizó al Chanin Building como "de estilo clásico, en lugar de estilo efímero". Una superación personal tan distinguida parece estar más allá del alcance de los desarrolladores actuales".
También se elogió el diseño interior del edificio. Herbert Muschamp escribió en 1992 que el Chanin Building "cuenta una historia de Nueva York como el faro legendario para los inmigrantes", y que sus numerosas comodidades "fueron parte integral del drama del Chanin Building". El historiador Donald L. Miller declaró: "Restringido por fuera, el interior está exuberantemente ornamentado".